# Fahimeh Farsaie
Fahimeh Farsaie (* 14. Februar 1952 in Teheran) ist eine iranisch-deutsche Autorin, Journalistin und Menschenrechtlerin.

## Leben
Fahimeh Farsaie studierte Rechtswissenschaft und arbeitete ab 1970 als Redakteurin, Film- und Literaturkritikerin für mehrere Iranische Zeitungen. Für die größte Iranische Tageszeitung Keyhan war sie auch als Auslandskorrespondentin in London tätig. Wegen ihrer Leidenschaft für engagierte Kunst und Literatur war sie unter dem Schah-Regime 18 Monate im Gefängnis. Unter der Khomeini-Regierung wurde sie ebenfalls, wegen einer Erzählung gegen den Krieg, verfolgt und musste mit ihrer Familie fliehen.
Seit 1983 lebt sie in Deutschland, arbeitet als freie Journalistin u. a. für die Deutsche Welle.

## Auszeichnungen
Fahimeh Farsaie erhielt zahlreiche Auszeichnungen und Stipendien:
- Literaturförderung Kunstsalon Deutschland 2019
- Literaturstipendium der Stadt Köln, drei Monatiger Aufenthalt in Istanbul 2019
- Heinrich Böll-Fonds-Stipendium
- BARANs-Fond-Preis für Exil-Literatur-Schweden
- Literaturstipendium des Ministeriums für ASKS des NRW
- Drehbuchförderung des Filmbüros NRW
- Irans Fernsehpreis »Tamascha«

Sie ist Mitglied des Internationalen P.E.N.-Zentrums und des Deutschen Schriftsteller-Verbandes.

## Engagement
Fahimeh Farsaie engagiert sich für Migrantinnen und setzt sich stark für Antidiskriminierung in Deutschland ein.
Darüber hinaus ist sie UNICEF-Botschafterin und engagiert sich ehrenamtlich für Flüchtlinge.

## Werke

### Romane und Erzählungen
- Nassrins Öst-westliche Nacht, Roman, 2018, Dittrich Verlag
- Eines Dienstags beschloss meine Mutter Deutsche zu werden, Roman, 2006, Dittrich Verlag, Neuauflagen 2016, 2018, ebd.
- Die gläserne Heimat, Erzählungen, 1989, dipa Verlag (auch in englischer Sprache erschienen), Neuauflagen 2016, 2018, Dittrich Verlag
- Hüte dich vor den Männern mein Sohn, Roman, 1998, Dittrich Verlag, Neuauflage ebd. 2018
- Die Flucht und andere Erzählungen, 1994, dipa Verlag
- Vergiftete Zeit. Der Fall des Dr. Danesch, Roman, 1991, dipa Verlag, Neuauflage 2014, Dittrich Verlag

### Theaterstücke, Drehbücher, Hörspiele
- Das giftige Grün (Theaterstück, Westfälisches Landestheater), 2012
- Asche der Liebe (Drehbuch), 2004
- Das Warten (Hörspiel), 1990